# Gianfranco Pagani
Gianfranco Pagani (* 1930 in Mailand) ist ein italienischer Filmregisseur und Drehbuchautor.
Pagani arbeitete seit den 1950er Jahren für verschiedene Produktionsfirmen in unterschiedlichen Funktionen, so u. a. für die „Comet Film“. 1974 schrieb er das Drehbuch zum Kriminalfilm Ciak si muore und inszenierte vier Jahre später den selbstverfassten Mafiafilm Porci con la P. 38.

## Filmografie
- 1974: Ciak si muore
- 1978: Die eiskalten Killer (Porci con la P. 38) (& Regie, Schnitt)